# Carlia jarnoldae
Carlia jarnoldae là một loài thằn lằn trong họ Scincidae. Loài này được Covacevich & Ingram mô tả khoa học đầu tiên năm 1975.